# Império do Divino Espírito do Norte Pequeno

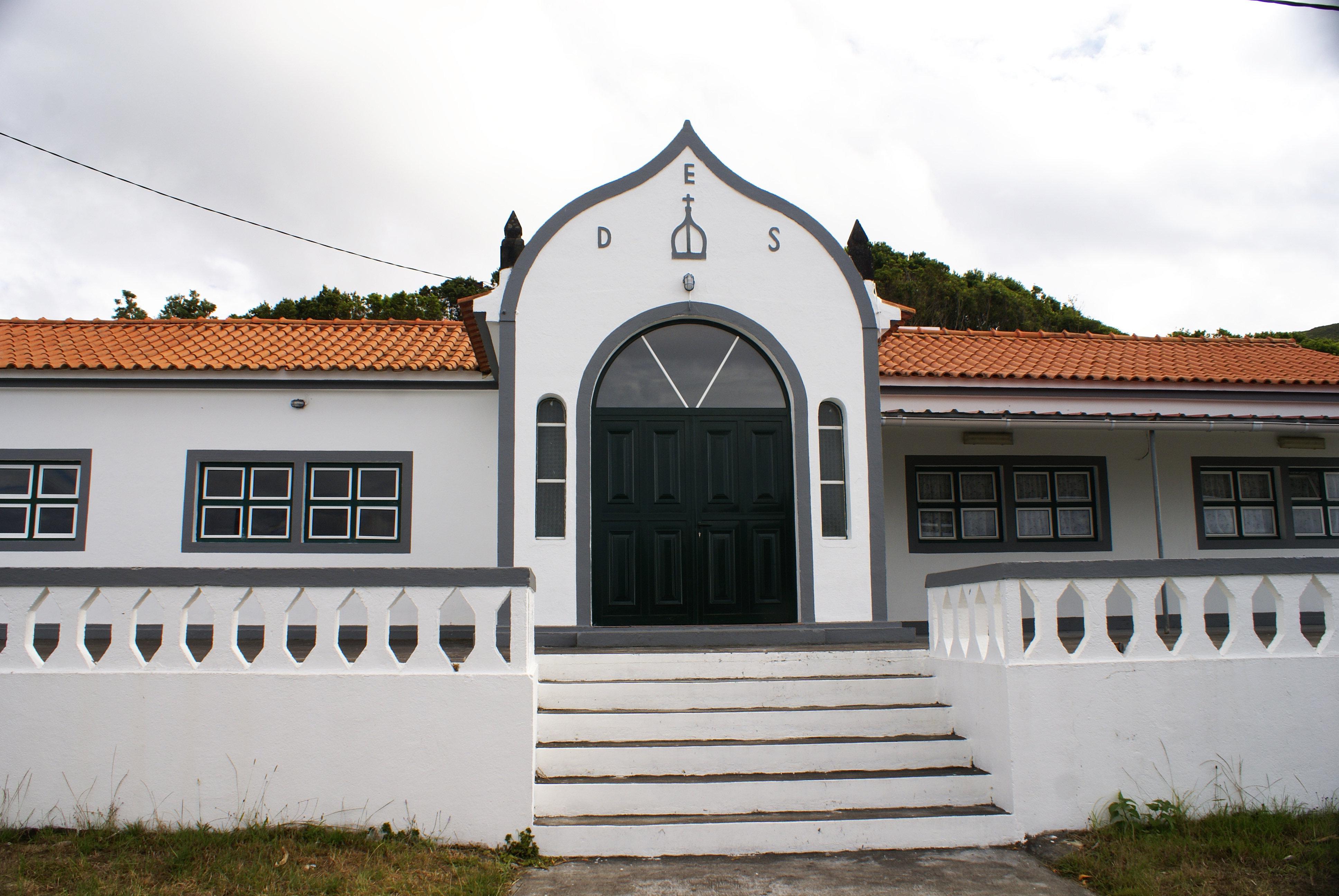
Império do Espírito Santo do Norte Pequeno.

O Império do Divino Espírito Santo do Norte Pequeno é um Império do Espírito Santo português que se localiza na aldeia do Norte Pequeno na freguesia do  Capelo, concelho da horta, ilha do Faial, arquipélago dos Açores.
Neste Império do Espírito Santo a festa do Divino realiza-se no Domingo e na Terça-feira de Pentecostes. Usualmente as festividades do Domingo são feitas em conjunto com as festividades da Irmandade da Santíssima Trindade e da Irmandade da Ribeira do Cabo. O denominado Império das Mulheres, uma outra irmandade que se localiza neste mesmo agrupamento populacional do Norte Pequeno, tem a sua festividade na Quinta-feira do Corpo de Deus.